# Sumpfmeise

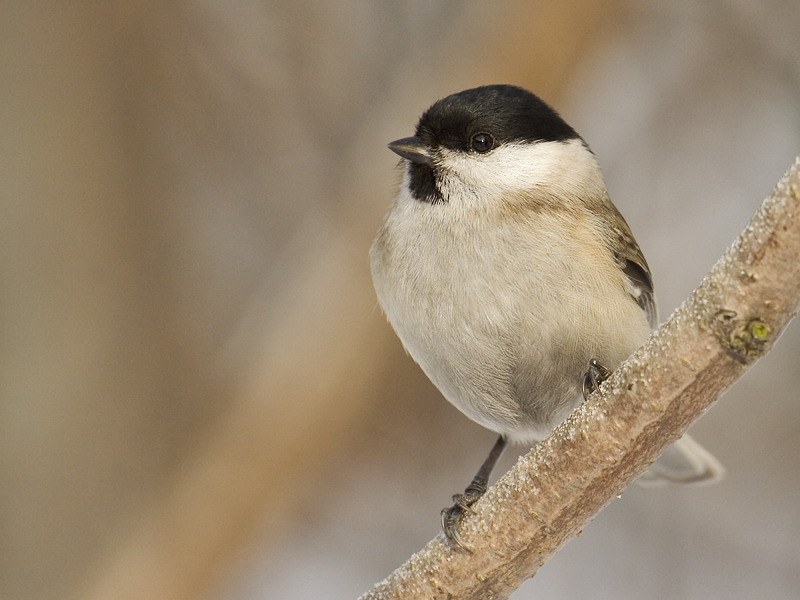
Im Unterschied zur nahe verwandten Weidenmeise glänzt die schwarze Kopfkappe und die Wangen sind nicht so rein weiß, die Halsseiten graubeige. Das schwarze „Lätzchen“ ist eher schmal.

Die Sumpfmeise oder Nonnenmeise (Poecile palustris, zu lateinisch palus ‚Sumpf‘) ist eine Singvogelart aus der Familie der Meisen (Paridae). Die Art ist in Mitteleuropa ein verbreiteter und häufiger Brut- und Jahresvogel. Ihr Verbreitungsgebiet zerfällt in zwei Teile, die durch eine fast 2000 km große Lücke getrennt sind. Der westliche Teil umfasst die Eichen-Mischwälder Europas bis hin zum Ural, der östliche Teil die Gebirgstaiga und die sommergrünen Laubwälder Ostasiens; er reicht bis nach Japan und ins östliche China. Die Sumpfmeise besiedelt – anders als ihr Name vermuten lässt – vor allem Laub- und Mischwälder mit altem Baumbestand und Totholz, in denen sie ein ausreichendes Höhlenangebot vorfindet. Sie ernährt sich vor allem von Insekten und Spinnentieren, aber auch viel von Sämereien. Sind diese in ausreichender Menge vorhanden, legt die Sumpfmeise Vorräte an, indem sie einzelne Samen in Rindenspalten und unter Moos versteckt.
Die Sumpfmeise sieht der nahe verwandten Weidenmeise zum Verwechseln ähnlich. Am besten unterscheidet man die beiden Arten an Rufen und Gesang.

## Beschreibung
Die Sumpfmeise steht mit 11,5 bis 13 cm Körperlänge in der Größe zwischen Kohl- und Blaumeise.
Der Schnabel ist schwärzlich mit (möglicherweise im Unterschied zur Weidenmeise) aufgehellten Kanten. Die Iris ist dunkel- bis schwarzbraun. Die bei adulten Vögeln glänzend schwarze Kopfkappe reicht über Stirn und Scheitel, abwärts bis zur Mitte des Auges und nach hinten in den Nacken. Dazu kontrastieren die weißen Wangen und Ohrdecken. Die Halsseiten sind bräunlich weiß. Kinn und Kehlmitte sind schwarz, wobei die Federn zum Teil fein weiß bespitzt sind. Die Oberseite ist bei der Nominatform braungrau, am Bürzel jedoch oft etwas heller und wärmer beige gefärbt. Die schmutzigweiße Unterseite ist vor allem zu den Flanken und Unterschwanzdecken hin fahl beige getönt. Die dunkel braungrauen Hand- und Armschwingen sind an der Außenfahne schmal braun und auf der Innenfahne weiß gesäumt. Die Handdecken sind ebenfalls dunkel braungrau, die Schirmfedern matt braungrau. Achselfedern und Unterflügeldecken sind weiß mit beiger Tönung. Die Steuerfedern sind dunkelbraun mit olivbraunem Saum auf der Außenfahne; der Außensaum der äußeren ist weißlich aufgehellt. Beine und Füße sind bläulich grau bis schieferfarben.
Vögel im Jugendkleid sind an der matt rußschwarzen Kappe, dem braunschwarzen Kehlfleck, der graueren Oberseite und der weißeren, kaum beige getönten Unterseite erkenntlich.
Die Sumpfmeise ist der Weidenmeise sehr ähnlich. Die beste Unterscheidungsmöglichkeit bieten Rufe und Gesang, aber auch äußere Merkmale ermöglichen mit etwas Übung eine Unterscheidung. Bei der Weidenmeise ist die Kopfplatte matt rußschwarz und die weißen Säume der Armschwingen bilden auf dem zusammengelegten Flügel ein helles Feld. Oft ist der Kehlfleck bei der Sumpfmeise wesentlich schmaler und die Wangen sind weniger reinweiß. Außerdem wirkt die Sumpfmeise insgesamt klein- und rundköpfiger. Weitere Unterscheidungsmerkmale können geografisch sehr unterschiedlich ausgeprägt sein. So sind beispielsweise die Weidenmeisen Fennoskandiens (P. montanus borealis) oberseits eher farblos grau und unterseits weißlicher. Dagegen wirken Sumpfmeisen insgesamt wärmer bräunlich. In Mitteleuropa sind die Unterschiede geringer. Hier fallen Weidenmeisen zudem eher durch warmbeige Flanken auf, während Sumpfmeisen „farbloser“ wirken.

## Stimme
Die markanteste und charakteristische Lautäußerung der Sumpfmeise ist ein „explosives“ Pjiet-scha (Hörbeispiel). Dieser Ruf ersetzt außerhalb der Brutzeit einen Reviergesang und ist häufiger vom Männchen als vom Weibchen zu hören. Zur Brutzeit vernimmt man ihn eher selten. Das Rufrepertoire ist ansonsten wie bei allen Meisen recht groß. Ebenfalls häufig zu hörender Stimmfühlungslaut ist ein spitzes hohes tzie oder szie. In Erregung folgt darauf (oder auf das Pjiet-scha) eine dä-dä-dä Reihe, die sich deutlich vom nasalen däh der Weidenmeise unterscheidet und eher an entsprechende Blaumeisenrufe erinnert (Hörbeispiele). Das erregte „Schnarren“ (Hörbeispiel) ähnelt dem der Kohlmeise.
Der Gesang ist individuell recht variabel. Das menschliche Ohr kann etwa 6 bis 7 Varianten unterscheiden; mit Hilfe von Sonagrammen ließen sich hingegen nahezu 40 ermitteln. Er setzt sich aus etwa 15 Sekunden langen Strophen zusammen, auf die eine längere Pause folgt und besteht im einfachsten Fall aus einer simplen Wiederholung der gleichen, recht hohen Silbe wie etwa sijep sijep sijep sijep … (Hörbeispiel) oder djep djep djep djep … (Hörbeispiel). Die Geschwindigkeit kann sehr unterschiedlich sein. Schneller Gesang kann an das „Trillern“ des Grünfinken erinnern. Der teils ähnlich aufgebaute Gesang der Weidenmeise ist hingegen immer flötend melodisch (Hörbeispiel). Zwei- oder mehrsilbige Gesangsvarianten wie beispielsweise ein widze widze widze … (Hörbeispiel) können bisweilen schwer vom Gesang der Tannenmeise zu unterscheiden sein.
Einzelne Männchen verfügen über ein Repertoire von bis zu 20 Gesangsvarianten. Auch Weibchen singen. Der Gesang ist jedoch zurückhaltender und meist einfach aufgebaut. Innerhalb des Verbreitungsgebiets variiert der Gesang nur sehr geringfügig.

## Verbreitung

Verbreitungsgebiet der Sumpfmeise (Poecile palustris)
Ganzjähriges Vorkommen

Das Verbreitungsgebiet der Sumpfmeise umspannt die gemäßigte Zone der Paläarktis, weist aber im Bereich des Urals und des westlichen Sibiriens eine fast 2000 km weite Lücke auf.
Das westpaläarktische Teilareal deckt sich auffällig mit der Verbreitung der Rotbuche, geht aber im Norden und Osten darüber hinaus. Die Art kommt damit im kompletten Bereich der Eichen-Mischwälder vor. Es reicht im Nordwesten bis nach Wales und Mittelengland, im Westen bis an die französische Atlantikküste und im Südwesten bis auf die Iberische Halbinsel. Im Mittelmeerraum erstrecken sich die Vorkommen entlang der französischen Mittelmeerküste, umfassen die Appenninhalbinsel und Sizilien sowie große Teile der Balkanhalbinsel. Südlich und östlich des Schwarzen Meeres kommt die Art in Nordanatolien und im westlichen Kaukasus vor. Nordwärts reicht das Areal bis Südskandinavien und in Norwegen teils noch ein Stück entlang der Fjordküste sowie über das Baltikum. Ostwärts erstreckt es sich schmal auslaufend bis zum südlichen Ural.
Das ostpaläarktische Teilareal reicht vom westlichen Altai bis nach Sachalin und auf die südwestlichen Kurileninseln Iturup, Kunaschir und Schikotan. In Japan kommt die Art auf Hokkaido vor. Die Nordgrenze der Verbreitung verläuft über Krasnojarsk und Irkutsk durch Transbaikalien bis zum Amur, die Südgrenze entlang des südlichen Altai und des Mongolischen Altai, des Südens von Changai und Chentii durch den Norden der Mongolei. Am Ostchinesischen Meer erstrecken sich die Vorkommen südwärts bis Jiangsu sowie über Korea.

## Geografische Variation und Hybriden
Die geografische Variation ist nicht besonders stark ausgeprägt. Es lassen sich aber drei Subspeziesgruppen unterscheiden. Ein Artstatus der ostpaläarktischen Populationen wurde mehrfach diskutiert; der genetische Unterschied ist jedoch gering. Von einigen Autoren wird auch die Schwarzkragenmeise (Poecile hypermelaenus), die von Zentralchina südwestwärts bis Myanmar vorkommt, als vierte Subspeziesgruppe zu dieser Art gestellt. Mindestens ist sie aber Bestandteil derselben Superspecies.
palustris-Gruppe (Westpaläarktis)

Diese Gruppe variiert klinal in der Größe und der Färbung. Von Ost nach West nimmt die Körpergröße ab, die Färbung wird dunkler und wärmer braun.
- P. p. dresseri (Stejneger, 1886) – Wales, Süd- und Mittelengland und Westfrankreich
- P. p. palustris (Linnaeus, 1758) – Nord- und Mitteleuropa, von Südskandinavien bis in den Norden der Iberischen Halbinsel, ostwärts bis Zentralpolen, westlicher Balkan und Griechenland
- P. p. italicus (Tschusi & Hellmayr, 1900) – Französische Alpen, Apenninhalbinsel und Sizilien
- P. p. stagnatilis (C. L. Brehm, 1855) – östliches Europa bis zum südlichen Ural und in die nordwestliche Türkei
- P. p. kabardensis (Buturlin, 1929) – Kaukasus und nordöstliche Türkei

brevirostris-Gruppe (Ostpaläarktis)

Diese Gruppe ist langschwänziger als die westpaläarktische Population. Die Färbung ist eher graubraun mit hellen Rändern der Flügel- und Steuerfedern. Die Färbung ist im Westen dunkler und nimmt nach Osten klinal ab. Die Inselpopulationen von Sachalin und den Kurilen entsprechen in dieser Hinsicht aber wiederum stärker den westlicheren Vögeln.
- P. p. brevirostris Taczanowski, 1872 – südliche Mitte und Südosten Sibiriens, nördliche Mongolei, nordöstliches China (Westen und Norden der Mandschurei und Liaoning) sowie nördliches Korea
- P. p. ernsti (Yamashina, 1933) – Sachalin
- P. p. hensoni (Stejneger, 1892) – südliche Kurilen und nördliches Japan (Hokkaido)

hellmeyeri-Gruppe (Nordost-China)

Innerhalb dieser Gruppe, die erst seit den 1980er Jahren unterschieden wird, ist die Färbung der Oberseite brauner als die der Vögel der brevirostris-Gruppe. Die Unterseite ist dunkler und eher gelblich beige; das dunkle „Lätzchen“ ist verhältnismäßig schmal.
- P. p. jeholicus (O. Kleinschmidt & Weigold, 1922) – nordöstliches China (Norden von Hebei)
- P. p. hellmayri Bianchi, 1902 – östliches China (von Hebei südwärts bis Shandong und Jiangsu) und südliches Korea.

Ein Paar aus einer männlichen Weiden- und einer weiblichen Sumpfmeise zog in Belgien erfolgreich fünf Junge auf; in Frankreich wurde 1993 ein vermutlicher Hybrid aus Kohl- und Sumpfmeise festgestellt.

## Wanderungen
Die Sumpfmeise ist ein Standvogel mit hoher Reviertreue. Selbst nördliche Populationen scheinen weitgehend in den Brutgebieten zu verbleiben. Zu einem geringen Maße sind in Russland und Ostasien lokal Wanderbewegungen im Herbst und im Frühjahr festzustellen, jedoch kommen keine größeren Evasionen wie bei anderen Meisenarten vor. Von südlich der Brutverbreitung gibt es nur sehr wenige Nachweise. Auch Dismigrationen von Jungvögeln nach der Brutzeit finden nur recht eingeschränkt und meist über kurze Distanzen statt. So wanderten in Großbritannien nur 1 % der Vögel über 50 km.
Als Irrgast wurde die Art auf Korsika, in Irland und in Finnland festgestellt.

## Lebensraum

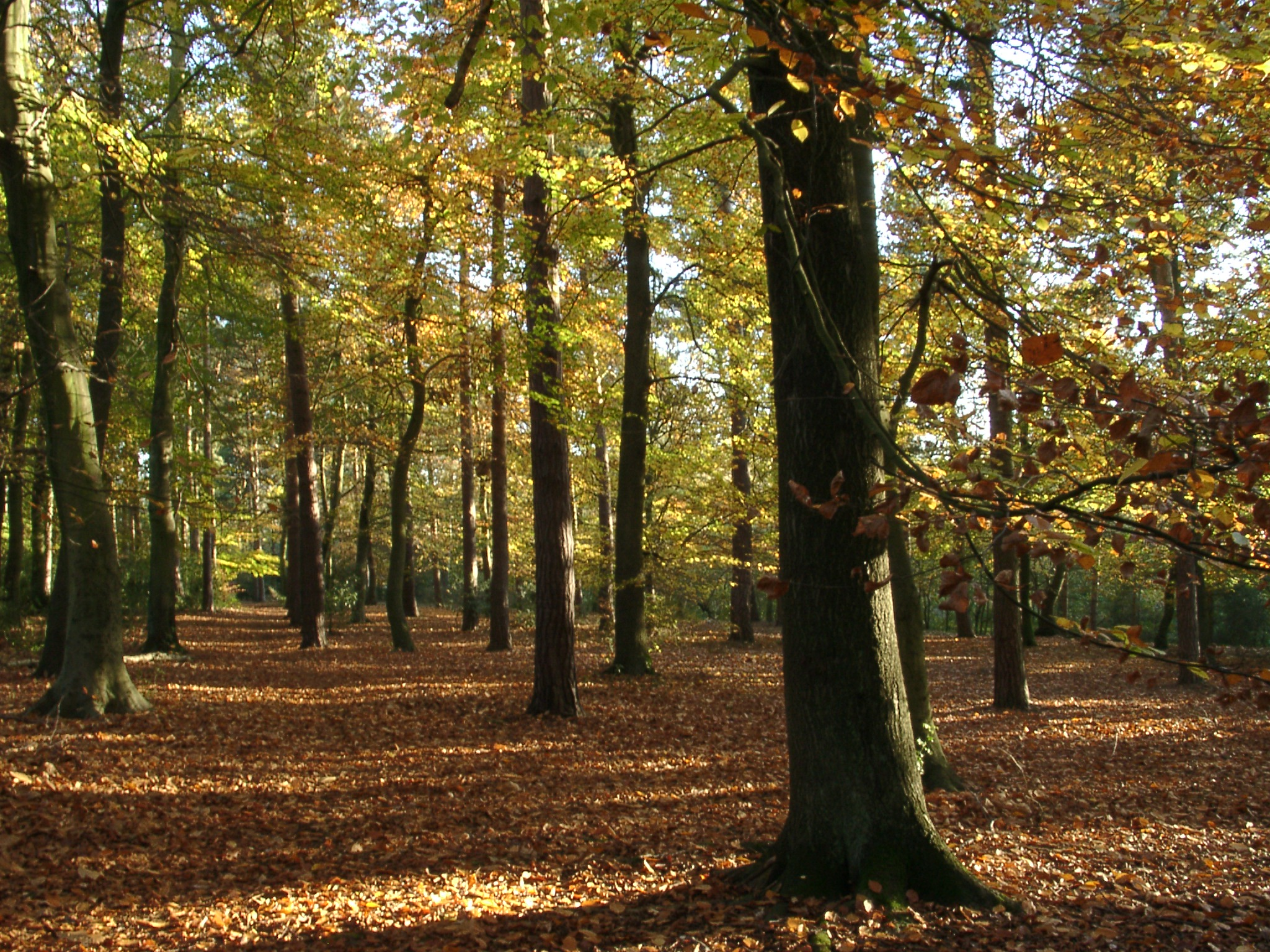
Das westpaläarktische Verbreitungsgebiet der Sumpfmeise deckt sich auffallend mit der Verbreitung der Rotbuche und der Eichenmischwälder. Die Art kommt aber auch in anderen Waldformen vor.

Die Sumpfmeise besiedelt bevorzugt abwechslungs- und grenzlinienreiche Laubwälder oder laubholzreiche Mischwälder, die einen großen Altholzbestand, ausreichend Totholz und lichten Unterwuchs aufweisen. In Mitteleuropa kommt sie typischerweise in Mischwäldern aus Eichen und Buchen, aber auch in Au- und Bruchwäldern, Feldgehölzen, auf Obstanbauflächen, in Parks, größeren Gärten mit altem Baumbestand oder auf Friedhöfen vor. In reinen Nadel- oder Buchenwäldern ist sie meist nur selten oder in Randbereichen zu finden.
Wenn die Art auch in Ostasien stellenweise in Röhrichtsümpfen vorkommt, so ist doch der Name „Sumpfmeise“ irreführend, denn sie ist keineswegs an sumpfige Habitate gebunden. Zwar erreicht sie in feuchten Wäldern hohe Siedlungsdichten, aber allzu nasse Standorte werden – ebenso wie zu trockene oder nährstoffarme – gemieden. Ist die Weidenmeise in den Gehölzen und halboffenen Landschaften der Flussniederungen meist häufiger, so überwiegt die Sumpfmeise in den geschlossenen Waldformen der Niederungen und des Hügellandes. Sie ist im Unterschied zur Weidenmeise bisweilen in geeigneten Habitaten auch innerhalb von Städten zu finden.
Am Südrand der Verbreitung besiedelt die Sumpfmeise in Europa die mediterran geprägten Eichen- (z. B. Pyrenäen-Eiche), Buchen- und Kastanienwälder. In der Taiga Südsibiriens und Sachalins ist sie in flussnahen Wäldern aus Pappeln, Birken, Weiden und Traubenkirsche, jedoch kaum im Nadelwald zu finden.
Die Sumpfmeise kommt vorwiegend in Niederungen und im Hügelland vor, jedoch reicht die Höhenverbreitung zum Teil bis auf 1400 m in den Alpen, auf 2200 m am Olymp, auf 1200 m im Altai und auf 1400 m auf Hokkaido. Im nordöstlichen China und Korea besiedelt sie Höhen zwischen 650 und 2100 m.
Außerhalb der Brutzeit ist die Art bezüglich der Habitate weniger wählerisch. Man kann sie dann auch oft in Nadelwäldern oder in Hecken in der offeneren Landschaft antreffen. Sie besucht auch oft Futterstellen in Waldrandnähe.

## Ernährung

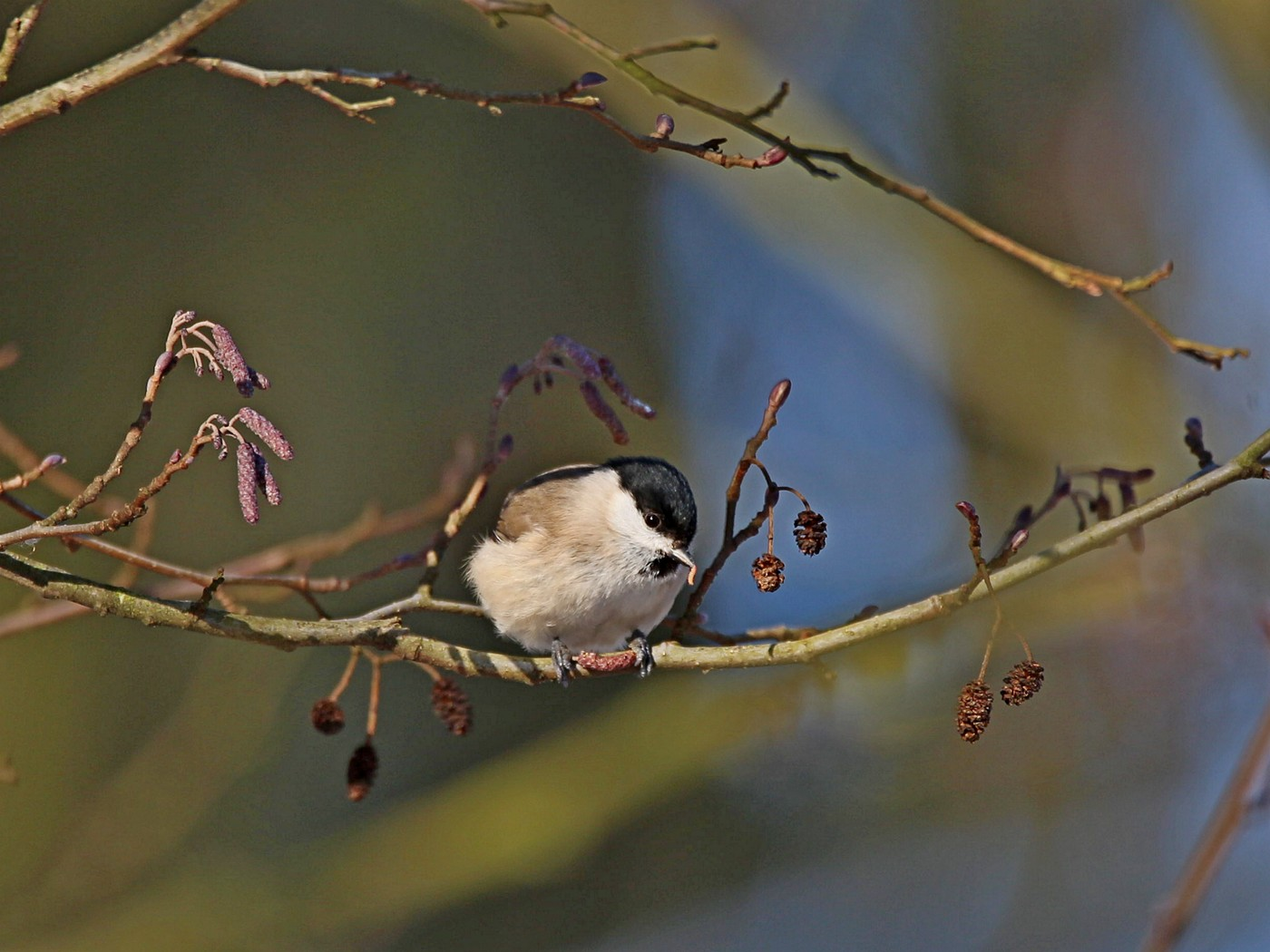
Sumpfmeise mit Beute

Die Nahrungszusammensetzung der Sumpfmeise ändert sich mit der Jahreszeit. Während im Frühjahr und Sommer bevorzugt Insekten und Spinnentiere gefressen werden, stellen Sämereien ab dem Spätsommer einen Großteil der Nahrung dar und sind vor allem im Herbst und Winter wichtig.
Zu den als Nahrung festgestellten Insekten zählen neben Zwei-, Haut- und Netzflüglern, Stein- und Köcherfliegen, Wanzen, Käfern und Ohrwürmern auch besonders kleine Beutetiere wie Springschwänze und Pflanzenläuse. Bei den Schmetterlingen spielen hauptsächlich die Raupen eine größere Rolle – vor allem als Nestlingsnahrung. Bei Gradationen kann diese auch überwiegend aus Blattläusen bestehen. Auch Webspinnen, Milben und Weichtiere gehören zum Nahrungsspektrum.
Sämereien sind für die Sumpfmeise wichtiger als für andere Meisenarten. Dazu zählen Samen von Gräsern, Kräutern und Stauden, besonders im Winter aber auch härtere Baumsamen und Nussfrüchte wie beispielsweise Bucheckern. Aus Beeren wie beispielsweise denen von Geißblatt, Holunder oder Eberesche werden eher die Samen herausgeschält, als das Fruchtfleisch verzehrt. Gelegentlich werden aber auch größere Früchte wie beispielsweise Kernobst angepickt. Eine geringere Rolle als Sämereien spielen Blüten, Weidenkätzchen und Knospen, Pollen und Baumsaft, können aber zeitweise auch als Nahrung von Belang sein.
Die Nahrung wird vor allem in Bäumen und Sträuchern gesucht, wo die Sumpfmeise bevorzugt in mittlerer und niedrigerer Höhe vom Stammbereich bis hin zu den äußeren Zweigen anzutreffen ist. Sie ist aber nicht wie Blau- und Schwanzmeise auf den äußeren Kronenbereich spezialisiert. Vor allem ab Sommer suchen Sumpfmeisen zum Sammeln von Sämereien auch vermehrt die Krautschicht auf und im Herbst und Winter den Boden ab.
Sumpfmeisen betreiben das ganze Jahr über, vermehrt aber im Herbst, Vorratshaltung und verstecken Samen oder tote Insekten in Rindenspalten, unter Moos und Flechten, am Boden oder in dichtem Pflanzenwuchs. Bei der Sammeltätigkeit werden auch stetige, etwas weitere Nahrungsflüge von bis zu 80 m in Kauf genommen. Sumpfmeisen können dabei bis zu drei Samen gleichzeitig transportieren. Sie wählen, verteilen und variieren die Verstecke so geschickt, dass sie nicht einfach von potentiellen Dieben nach einem Suchmuster erraten und aufgefunden werden können. Bis zu mehrere hundert Samen können pro Tag versteckt und innerhalb von einem oder wenigen Tagen wieder zu einem großen Teil geborgen werden. Ein Teil wird – häufig über Nacht – von Kleinnagern „entwendet“. Das Verhalten ist vermutlich eine Strategie um kurzfristig Nahrungsknappheit zu überstehen und somit eine Alternative zum aufwändigen Aufbau und der Unterhaltung von Fettreserven.

## Fortpflanzung

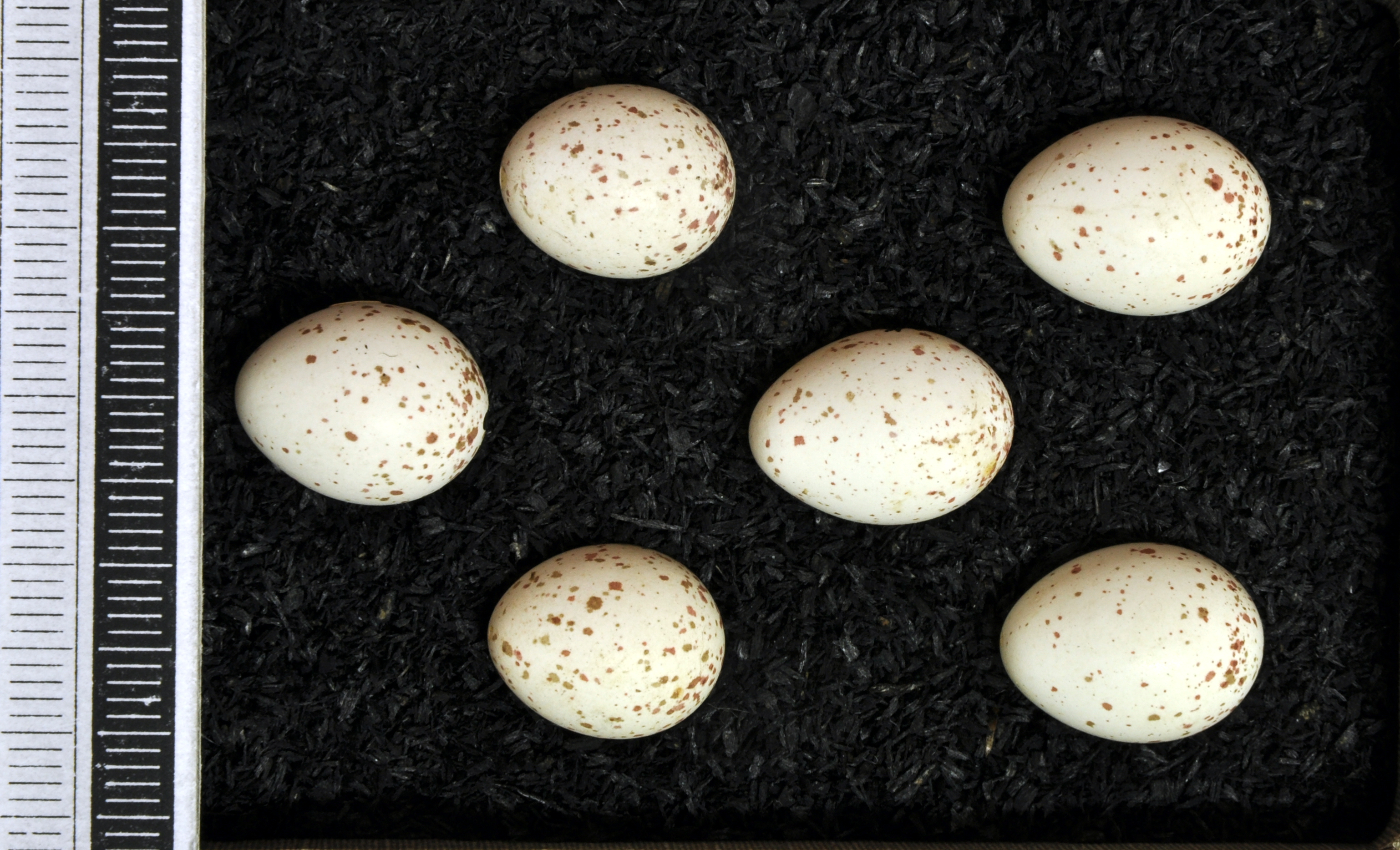
Eier der Sumpfmeise

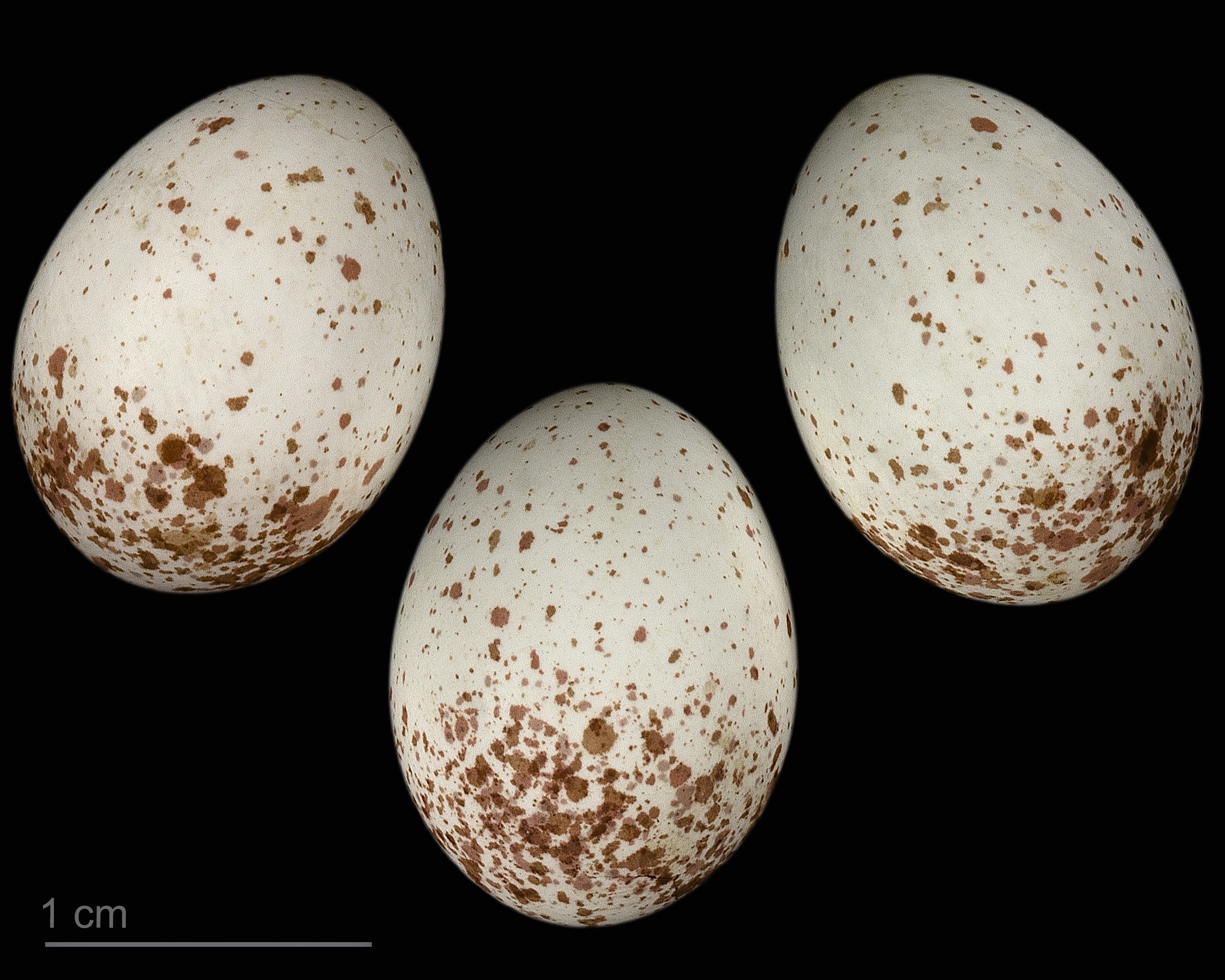
Poecile palustris dresseri, Sammlung Museum von Toulouse

Sumpfmeisen sind spätestens nach Abschluss des ersten Lebensjahres geschlechtsreif. Sie führen eine monogame Dauerehe. Bei einem Paar wurde der Zusammenhalt über sechs Jahre nachgewiesen. Junge Paare gehen oft bereits im ersten Herbst und Winter eine temporäre Bindung ein. Eine dauerhafte Paarbindung ergibt sich jedoch erst, wenn ein Männchen ein Revier besetzen kann. Sie besteht dann das ganze Jahr über. Außerhalb der Brutzeit können die Reviere etwas ausgedehnter sein. Trupps von jungen Vögel werden dann noch geduldet. Sie versuchen zu Beginn der Brutzeit in angrenzenden Bereichen Reviere zu gründen oder gegebenenfalls verstorbene Partner etablierter Paare zu ersetzen.
Balzhandlungen setzen schon sehr früh im Jahr ein und deuten sich durch erregtes Flügelzittern an. Hochfrequenter Gesang des Männchens wird vom Weibchen erwidert. Es nähert sich unter Flügelzittern dem Männchen, das in einem schmetterlingsartigen Singflug herüberfliegt und zur Kopulation auf dem Rücken des Weibchens landet. Ein wichtiges Element ist auch das Balzfüttern des Weibchens durch das Männchen. Dieses setzt in der Zeit vor Legebeginn ein und trägt entscheidend zum Gelingen der Brut bei.
Zur Nistplatzwahl durchstreift das Paar ab Spätherbst, intensiver aber erst im März das Revier und begutachtet vorhandene Höhlungen. Dabei werden kleine Hohlräume in morschem Holz durch Hacken erweitert, oder aber vorhandene Höhlen genutzt wie beispielsweise Fäulnishöhlen in Astlöchern, alte Spechthöhlen oder alte und neue Höhlen der Weidenmeise. Natürliche Höhlen werden Nistkästen vorgezogen, diese jedoch in Ermangelung von anderem durchaus angenommen – beispielsweise in Nadelwäldern. Die Höhlen können sich bis zu 10 m oder sogar 20 m hoch befinden, meist liegen sie aber in 2 bis 3 m Höhe. Die Wahl wird durch das Weibchen getroffen, das auch gegebenenfalls die Höhle durch Hackarbeiten zugänglich macht oder erweitert und das Nest baut.
Bei den Hackarbeiten wird nach 15 bis 20 Minuten intensiven Arbeitens eine Pause von 5 bis 10 Minuten eingelegt. Anfallende Späne werden im Schnabel davongetragen und einige Meter von der Höhle fallengelassen. Höhlen sind meist um die 20 cm tief, das Flugloch ist etwa 13–20 cm² groß. Das napfförmige Nest besteht aus einer Unterlage aus Moosen und einer Polsterung aus Tierhaaren oder Pflanzenfasern, in die eine Nistmulde geformt wird. Es wird meist innerhalb von 5 bis 8 Tagen fertiggestellt.
Das Gelege besteht meist aus 7 bis 9 (in seltenen Fällen 4 bis 12) Eiern, die auf altweißem Grund rostrot bis rotbraun gefleckt sind und kaum Glanz aufweisen. Die Zeichnung verdichtet sich oft ringförmig am stumpfen Pol. Die Maße betragen etwa 16 × 12 mm. Die Eier werden im Abstand von einem Tag gelegt und werden ab kurz vor der Ablage des letzten Eies zwischen 12 und 13, seltener bis zu 15 Tage lang bebrütet.
Die Jungen werden von beiden Eltern gefüttert, aber nur vom Weibchen gehudert. Nach 16 bis 21 Tagen fliegen sie aus, werden aber noch ein bis zwei Wochen lang von den Eltern betreut und verlassen danach das Revier, um in die nähere Umgebung zu dispergieren.